# Seika (Kyoto)
Seika (精華町, Seika-chō) est un bourg du district de Sōraku, dans la préfecture de Kyoto, au Japon.

## Géographie

### Démographie
Au 1er décembre 2014, la population de Seika s'élevait à 37 439 habitants répartis sur une superficie de 25,66 km2.

## Histoire
Le site archéologique d'Hatanomae atteste une présence humaine à Seika depuis l'ère Yayoi. Dans les collines de l'ouest de Seika, quelques pierres marquent le site du château d'Inayazuma qui fut le lieu, en 1485, de la fin des révoltes de la région de Yamashiro pendant l'ère Muromachi (1336-1573).
En 1931, les villages de Komada, Inada et Hōsono sont réunis pour former le nouveau village de Kawanishi. En 1951, le regroupement des villages de Kawanishi et Yamadashō donne naissance au village de Seika qui devient officiellement un bourg en 1955. Seika compte alors 9 452 habitants.
À partir de 1965, le bourg de Seika devient un carrefour bien desservi par les transports entre les villes proches de Kyoto, Nara et Osaka. En conséquence, en 35 ans, de 1970 à 2005, la population du bourg de Seika triple et passe de 10 929 à 34 236 habitants.

## Économie
L'économie du bourg de Seika est essentiellement agricole. Le bourg produit du riz, des piments, des choux et cultive des fleurs (soucis, bégonias et pensées). Cependant le produit phare de Seika est la fraise.

## Jumelages
- Norman (États-Unis) depuis 2005[4].

## Personnalités liées à la municipalité
- Misato Watanabe (1966-), chanteuse pop-rock.